# Veronika Gut
Pour les articles homonymes, voir Gut.
Veronika Gut, née le 6 mai 1757 à Stans (originaire du même lieu) et morte le 28 avril 1829 dans la même commune, est une paysanne suisse, figure de la résistance du canton de Nidwald à la République helvétique et au Pacte fédéral de 1815. 

## Biographie

### Origines et famille
Veronika Gut naît le 6 mai 1757 à Stans, dans le canton de Nidwald, dans l'Ancienne Confédération suisse. Elle est originaire du même lieu. Son père, Felix Gut, est un paysan. Elle est la grand-mère paternelle du conseiller national Melchior Joller.
Elle épouse en 1777 en premières noces Leonz Joller, paysan à Untere Spichermatt (commune Stans), puis en secondes noces Melk Odermatt, conseiller[De quoi ?] . 
Mère de sept enfants, elle porte sa vie durant toujours son nom de jeune fille.

### Activités
Elle participe, au moyen d'un crédit de 600 florins au profit du trésor de guerre, aux opérations militaires opposant le canton de Nidwald aux troupes françaises et à l'ordre nouveau de la République helvétique. Son fils aîné meurt sur le champ de bataille. Elle est arrêtée après la défaite de 1798 et condamnée à Schwytz en 1799 comme menteuse et fauteur de troubles. Elle continue malgré tout de fournir des armes et de l'argent aux patriotes rebelles. En septembre 1801, croyant par erreur à l'imminence de l'arrivée de troupes françaises, elle s'enfuit et perd ses quatre filles, qui se noient dans une rivière. 
Elle est à nouveau arrêtée au début de 1803 pour des propos outranciers tenus lors de l'élection du remplaçant d'un chapelain antirévolutionnaire et en fuite, dont elle n'admettait pas la destitution.
En 1813, la fin de la Médiation lui donne un nouvel élan. Avec son second mari et le landamann Franz Xaver Wyrsch, copropriétaire de leur maison, elle constitue le noyau du Froneggrat, conseil nommé d'après son prénom et réunion des partisans de l'Ancien Régime, qui organise la résistance contre le Pacte fédéral de 1815 et pousse Nidwald à l'isolement. L'occupation du canton par les troupes confédérées en août 1815 met fin à son influence.

## Postérité
Au XXe siècle, Veronika Gut est devenue un sujet littéraire et un objet de recherches historiques dans le domaine des études genre.
Franz Odermatt (de) écrit un roman à son sujet en 1941. 
Une pièce de théâtre intitulée Veronika Gut – Aufruhr in Nidwalden (agitation à Nidwald) est jouée du 5 juillet au 19 août 2017 au Musée Ballenberg, (26 représentations et 16 000 spectateurs).